# Omnia (motorfiets)
Omnia is een historisch motorfietsmerk.
De bedrijfsnaam was: Omnia Handelsgesellschaft mbH, Bad Godesberg.
Omnia was een Duitse handelsonderneming die weliswaar de merknaam Omnia bezat, maar de motorfietsen met 98- en 147cc-Villiers- en 198cc-Bark-motoren bij Imperia in Bad Godesberg liet bouwen. Deze motorfietsen werden van 1931 tot 1933 als "Omnia" verkocht.